# Przed świtem (album Małgorzaty Ostrowskiej)
Przed świtem – druga solowa płyta Małgorzaty Ostrowskiej.

## Lista utworów
1. "Głupi świat" – 4:16
2. "7-05-Przed świtem" – 5:05
3. "Popatrz, ja latam" – 4:12
4. "W tobie tonąć" – 3:44
5. "F.D." – 3:44
6. "Czy ona wie" – 3:57
7. "Chciałabym zapomnieć" – 5:36
8. "Porcelana" – 4:14
9. "Przed trzecią-anioły..." – 3:54
10. "Między nocą a dniem" – 3:57
11. "Nie aż tak" – 3:29
12. "Nights in White Satin" (The Moody Blues) – 4:46

## Listy przebojów
| 2000 | Głupi świat       | 38 | 10 |
| 2001 | 7-05-Przed świtem | -  | 14 |

## Teledyski
- "Głupi świat" – 2000

## Twórcy
- Małgorzata Ostrowska – wokal
- Wojciech Garwoliński – gitara
- Bartek Melosik – instrumenty klawiszowe
- Bolesław Pietraszkiewicz – gitara akustyczna / gitara / instrumenty klawiszowe / loopy / skrzypce
- Grzegorz Siek – perkusja
- Leszek Ziółko – gitara basowa
- Tomasz Bonarowski – gitara / organy Hammonda / instrumenty klawiszowe / loopy / trąbka
- Michał Grymuza – loopy (11)
- Michał Jeziorski "Ptah" – loopy (2)
- Piotr Łukaszewski – gitara (10)